# Stomachetosella hincksi
Stomachetosella hincksi är en mossdjursart som beskrevs av Powell 1968. Stomachetosella hincksi ingår i släktet Stomachetosella och familjen Stomachetosellidae. Inga underarter finns listade i Catalogue of Life.